# La Raya 1ra. Sección
La Raya 1ra. Sección är en ort i Mexiko.   Den ligger i kommunen Tacotalpa och delstaten Tabasco, i den sydöstra delen av landet, 700 km öster om huvudstaden Mexico City. La Raya 1ra. Sección ligger 21 meter över havet och antalet invånare är 147.
Terrängen runt La Raya 1ra. Sección är huvudsakligen platt, men åt sydost är den kuperad. Runt La Raya 1ra. Sección är det ganska tätbefolkat, med 56 invånare per kvadratkilometer. Närmaste större samhälle är Teapa, 20,0 km väster om La Raya 1ra. Sección. Trakten runt La Raya 1ra. Sección består till största delen av jordbruksmark.